# Ljudska univerza Ormož
Ljudska univerza Ormož je javni zavod ustanovljen z namenom opravljanja javne službe na področju izobraževanja odraslih in interesnih dejavnosti za mladino s sedežem na Vrazovi ulici 12, Ormož.
Osnovna dejavnost zavoda je izobraževanje odraslih, ki niso vključeni v redno šolsko in univerzitetno izobraževanje ter obsega splošno in druge oblike izobraževanja, usposabljanja in izpopolnjevanja, vključno s pridobivanjem izobrazbe, svetovanje in izvajanje interesnih dejavnosti za mladino.
Ljudska univerza Ormož izvaja programe za pridobitev izobrazbe, različna usposabljanja za brezposelne, nacionalne poklicne kvalifikacije, tečaje ter izobraževanja po meri podjetij. V okviru neformalnih oblik učenja in druženja izvajajo tudi študijske krožke, univerzo za tretje življenjsko obdobje, center medgeneracijskega učenja, teden vseživljenjskega učenja. Na področju dela z mladino se dejavnost izvaja v obliki različnih dogodkov, predavanj, delavnic, tečajev, srečanj, razstav, druženj in taborov.
Zavod se posveča zlasti potrebam lokalnega okolja, izkušnje pa ima tudi z izvajanjem nacionalnih in mednarodnih projektov. V svoje izobraževalne programe vključujejo tudi ranljive ciljne skupine odraslih in mladostnikov (osipniki, brezposelni, starejši zaposleni, odrasli s posebnimi potrebami, upokojenci, otroci in mladostniki z učnimi težavami).
Na sedežu Ljudske univerze Ormož sta za uporabnike na voljo dve klasični in računalniška učilnica ter središče za samostojno učenje. Za mladinske vsebine pa je urejen večnamenski prostor za druženje in organizacijo različnih dogodkov v prostorih ormoškega gradu, na naslovu Grajski trg 3 (Ormož).

## Zgodovina
Delavsko univerzo Ormož, predhodnico Ljudske univerze Ormož, je ustanovil Občinski ljudski odbor Ormož leta 1959. Dejavnost Delavske univerze Ormož je takrat obsegala štiri izobraževalna področja - družbeno izobraževanje, strokovno izobraževanje, splošno izobraževanje, šole za odrasle. Od ustanovitve se je izobraževalna ponudba ves čas spreminjala in prilagajala potrebam družbe. Leta 1961 so na Delavski univerzi Ormož, v sodelovanju z Ekonomsko šolo na Ptuju, ustanovili oddelke ekonomske šole, 1964 pa so formirali oddelek za odrasle za dokončanje osnovne šole.
Leta 1974 so Delavski univerzi Ormož priključili Knjižnico Ormož, leto kasneje pa še Lokalno radijsko postajo Ormož, ki sta v sklopu Delavske univerze Ormož delovali vse do leta 1992. Delavska univerza Ormož se je leta 1977 iz prostorov ormoškega gradu preselila v stavbo na Vrazovi ulici.
Leta 1992 je bil zavod preimenovan v Ljudsko univerzo Ormož. V letu 2015 je bil LU Ormož priključen zavod Mladinski center Ormož, s sedežem na Grajskem trgu 3 (Ormož), ki od takrat deluje kot notranja organizacijska enota zavoda.